# Магия и религия

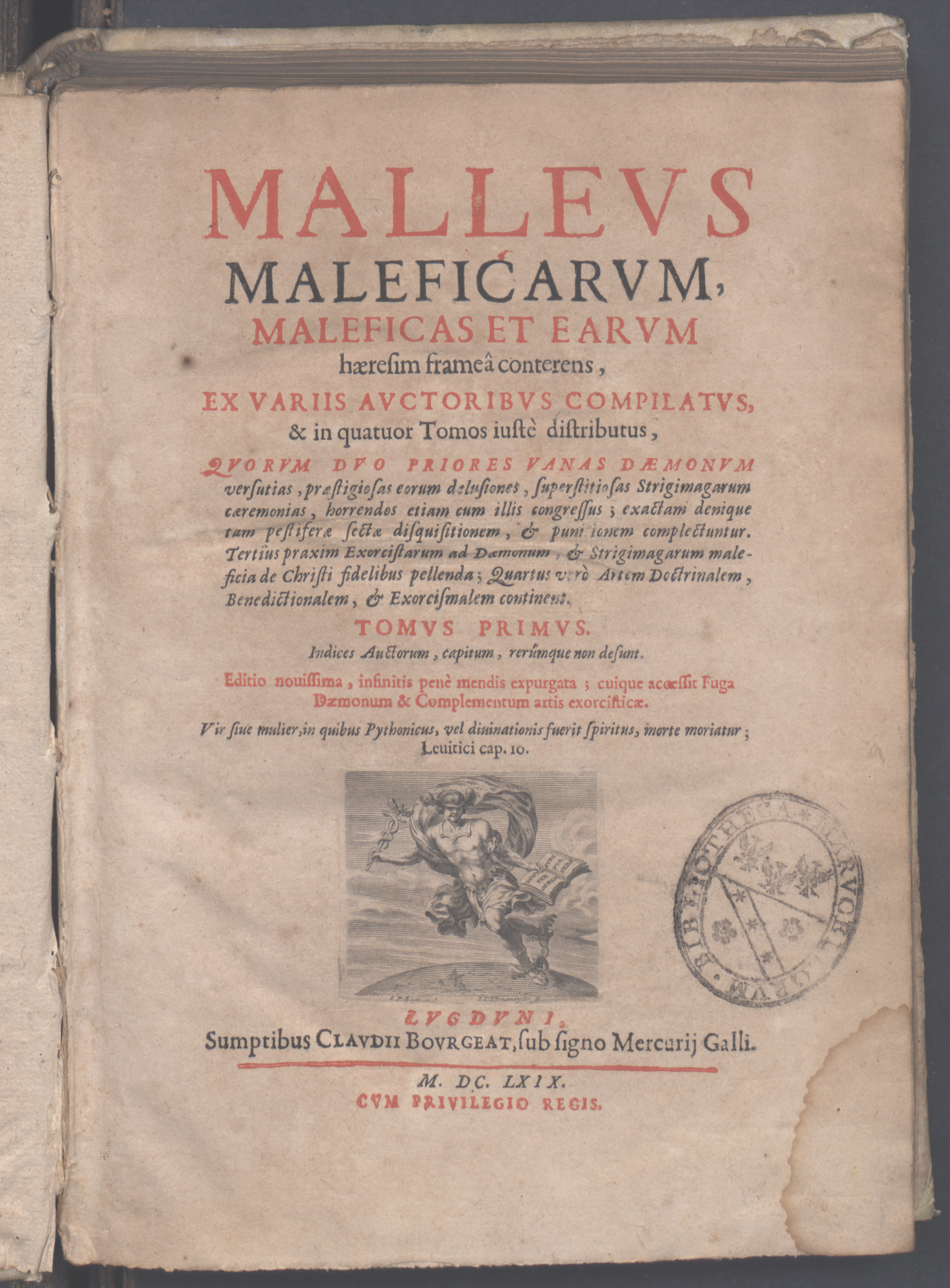
Malleus Maleficarum, 1669 года издания

Магия и религия являются частью общей культуры и миропонимания. Западная традиция отличает магию от религии, однако это отличие, как и само определения магии является обширным полем для дискуссий.
В советском религиоведении считалось, что «магия является составной частью и всех современных религий». Современные религиоведы используют более нейтральную формулировку, указывая, что «культовая практика исторических религий включила в себя в качестве составного элемента традиции всех типов магии, переосмыслив их при этом в духе собственного вероучения и подчинив их своим задачам».

## Магия как религиозное жречество

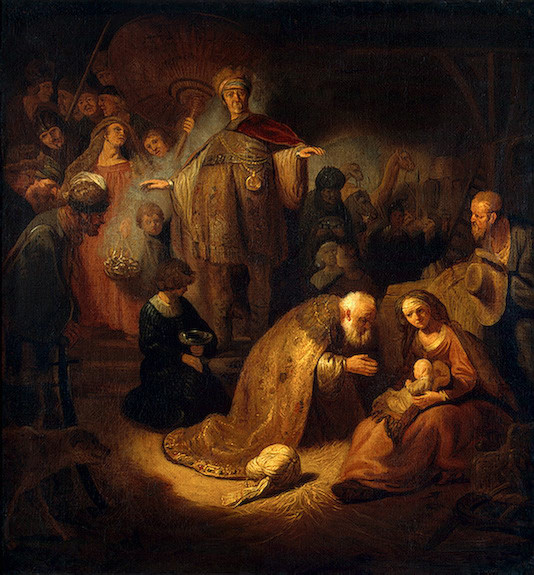
«Поклонение волхвов» (Aanbidding der Koningen — Поклонение царей). Рембрандт

Маги (др.-перс. 𐎶𐎦𐎢𐏁 maguš) — жрецы и члены жреческой касты в Древнем Иране, а также в ряде соседних с Ираном стран. Маги играли большую роль в политической жизни Древнего Ирана; на ранних этапах государственности в целом поддерживали царскую власть в борьбе против родовой знати; при Сасанидах маги были в основном оплотом консервативных норм общественной жизни. В эллинистический период и позднее слово «маги» стало обозначать волшебников и астрологов. В древней Ассиро-Вавилонии магия была одной из важнейших отраслей знания, однако уже там маги существенно отличались от жрецов; жертву богам, например, приносят жрецы, а изъясняют сны, предсказывают будущее волхвы, маги, мудрецы. У них был свой глава или начальник, так называемый раб-маг, который, как и другие высшие чины, носившие соответствующие титулы (раб-сарис, раб-сак), был одним из ближайших соратников вавилонского царя (Иерем. XXXIX, 3 и 13).

## Антропологические и психологические перспективы
Основной постулат антропологии первой половины XX века состоял в том, что между магией и религией существует полная непрерывная связь, преемственность.
Магическое мышление в различных формах является культурным универсальным и важным аспектом религии. Магия распространена во всех обществах, независимо от того, были верования общества организованы в религию или остались в более примитивных формах анимизма или шаманизма. Религия и магия концептуально разошлись с развитием западного монотеизма, где возникло различие между сверхъестественными событиями, санкционированными господствующей религиозной доктриной (чудесами), и магией, основанной на народных верованиях или оккультных манипуляциях. В домонотеистических религиозных традициях нет принципиального различия между религиозной практикой и магией.
Однако теория об эволюционной последовательности магии, религии и науки в настоящее время отвергнута.
Магия длительное время рассматривается как архаичное мировоззрение, форма иррациональной веры, лишённой внутренней духовной ценности религии или рациональной логики науки. Религия, согласно мнению известного антрополога Эдуарда Тайлора, включает непосредственные личные отношения между людьми и духовными силами; в наивысшей форме религиозности — это отношения с индивидуальной, самосознающей всемогущей духовной сущностью. Магия, с другой стороны, характеризуется как внешняя, безличная и механистичная, основанная на технических актах волеизъявления. Маг желает манипулировать сверхъестественными силами, в то время как религиозный человек в молитве лишь просит высшие силы; это различие было исследовано Брониславом Малиновским в его работе о жителях островов Тробриан. Более того, согласно Эмилю Дюркгейму, религия — общественна, коммунальна, поскольку её последователи, связанные общей верой, формируют религиозную организацию. Магия, напротив, не даёт постоянных взаимоотношений между своими последователями, лишь временно связывая магов с людьми, которым они предоставляют свои услуги. Исследования Альфреда Радклифф-Брауна на Андаманских островах показали, что магия тоже может иметь общественный аспект.

## Функциональные различия между религией и магией
Ранние социологические интерпретации магии Марселем Моссом и Анри Хьюбертом подчеркивали социальные условия, в которых развивается феномен магии. По их мнению, религия является выражением структуры социума и служит для поддержания сплоченности сообщества (поэтому религия является публичной), а магия является индивидуалистическим действием (и, следовательно, частным, приватным).
Ральф Мерифилд, британский археолог, которому приписывают создание первого полнометражного тома, посвященного рассмотрению магии с позиций материальной культуры, определил различия между религией и магией так: "«Религия» используется для обозначения веры в сверхъестественные или духовные существа; «магия» - есть использование практик, предназначенных для контроля оккультных сил и влияния на события; ритуалы, следование предписаниям, или обычное поведение может быть религиозным, если оно предназначено для успокоения или обретения благосклонности сверхъестественных существ, однако все эти же действия или бездействия могут быть магическими, если они предназначены для влияния через симпатическую связь, для контроля над сверхъестественными существами, людьми или общественными процессами, если его цель состоит в том, чтобы укрепить организованность социума или способствовать развитию общественных коммуникаций".
В 1991 году Хенк Версель утверждал, что магия и религия функционируют по-разному и что их можно разделить по четырем признакам: намерение - магия используется для достижения ясных и конкретных целей для человека, тогда как религия менее целеустремленная и склонна ставить перед последователями долгосрочные и абстрактные цели; мировоззрение - магия манипулятивна, поскольку процесс воздействия пребывает в руках практика, это «инструмент принуждения и руководства» сверхъествественных сил или сил природы, в отличие от религиозного построения отношения со сверхъествественными существами на базе «смиренных молитв и просьб»; действие - магия - это применение техник, часто требующее определенных профессиональных навыков для выполнения некоего действия, тогда как религия не зависит от умений оператора, но лишь от желания и настроения богов; социальность - магические цели противоречат интересам общества (поскольку личная выгода практика магии даёт ему несправедливое преимущество перед окружающими), тогда как религия ставит перед своими последователями более благотворные и положительные для социума цели.
Такое разделение терминов «религия» и «магия» оспаривается. Считается, что отказ от термина «магия» в пользу словосочетания «вера в духовных существ» позволит лучше понять все связанные с этими явлениями ритуальные практики. Однако именно использование слова «магия» наряду с «религией» является одним из способов понять сверхъестественный мир, даже если какой-то другой термин сможет в конечном итоге занять его место.

## Религиозные практики и магия
Магия, как и религия, использует ритуалы. Большинство культур имеют или имели в прошлом ту или иную форму магической традиции, построенную на взаимосвязи с духами, подобно шаманизму. Это могла быть народная традиция, исчезшая после установления одной из основных мировых религий, таких как иудаизм, христианство, ислам или буддизм, или она все ещё может сосуществовать вместе с одной из этих мировых религий. Коптские христиане использовали в своей религиозной практике магические заклинания с I по XII век.

## Магия и авраамические религии

### Магия и христианство
Христианские взгляды на магию сильно отличаются среди различных конфессий и последующих им людей. Некоторые христиане активно осуждают любую форму магии как сатанинскую, считая, что она открывает путь для одержимости демонами. Другие просто отвергают это как суеверие. И наоборот, некоторые ветви эзотерического христианства активно используют магические практики.
На протяжении всего своего расцвета в период Возрождения магия подвергалась острой критике богословов, как католических, так и протестантских. В советском религиоведении считалось, что «пережитки магических обрядов сохраняются и в христианстве (таинства причащения, миропомазания, молитва и др)». Такую же точку зрения высказывает и ряд современных религиоведов. Православное и католическое богословие, однако, категорически отрицает связь христианства и магии. В Православной энциклопедии утверждается, что «подлинная религиозность чужда магизму, ставящему на место молитвы, веры и жертвенной любви волхвование, заклятие, принуждение. В этом проявляется его глубинная связь с грехопадением, с притязаниями человека утвердить свою волю выше воли Божественной». По мнению православного богослова А. В. Кураева, колдовство является бессмысленным богоборчеством, а понятия сглаз, порча, заговоры, привороты являются вредным суеверием. Согласно Католической энциклопедии, «магия как практика в христианстве не имеет места. <…> Католическое богословие порицает магию и любые попытки её практикования, рассматривая её как тяжкий грех». В официальном Катехизисе Католической церкви указано что «все практики магии и колдовства являют полную противоположность достоинству религии» и должны быть осуждены.

### Магия и ислам
В исламе колдовство и магия называется сихром (араб. سحر‎) и считается одним из грехов. Обучение колдовству происходит через злых духов. В Коране оппоненты пророка Мухаммада называли его проповеди «колдовством, переданным ему кем-либо», а его самого «колдуном» (сахир) или «околдованным» (масхур), однако сам Мухаммад не допускал приложения к себе этих терминов, так как считал свою миссию принципиально отличной по характеру и предназначению. В Коране колдовство связано прежде всего с Египтом, где жил пророк Муса (Моисей) и с Вавилоном, где жили ангелы Харут и Марут, которым колдовство было ниспослано Аллахом, для того, чтобы они предложили его людям как искушение. Ислам подчеркивает, что подлинное знание исходит лишь от Аллаха, а колдовство ложно (от шайтанов). Центром оккультных наук в Арабском халифате долгое время был Египет, однако позднее центр сместился, по-видимому, в страны Северной Африки (магриб). Это явление, очевидно, связано с деятельностью суфийских братств (тарикат) воспринявших наследие языческой Африки.
Позиция мусульманского богословия по отношению к колдовству, формировалась под влиянием Корана, а также в ходе полемики о святых (авлия) и чудесах (муджизат, карамат). Мутазилиты рассматривали чудеса как колдовство. В период между X и XIII вв. в суннитском богословии представление о колдовстве отделилось от представления о чудесах, а сама магия стала делиться на «законную» и «запретную». Считается, что колдовство основано на связи колдуна с джиннами. Те, кто практикует «законную» магию, достигают этой цели после обращения к Аллаху за помощью, а занимающиеся «запретной» магией, связываются с джиннами. В мусульманском мире колдовство иногда запрещалось под страхом смерти. По мнению мутазилитов, ханафитов и шафиитов «запретная» магия сводится к воздействию на субъективные ощущения при помощи различного рода ухищрений (использование благовоний, наркотиков и т. п.), а сущность вещей при этом не изменятся. «Законная» магия подразделялась на «высокую» (ульви), или «божественную» и «низкую» (суфли), или «дьявольскую».
Имам аль-Газали порицал колдовство, хотя не подвергал сомнению саму возможность использования могущества джиннов. Различного рода магические действия и оккультные знания составили одну из важнейших сторон культуры мусульманских народов Средневековья. Практически ни одно из серьёзных философских сочинений не обходилось без глав, посвященных колдовству. В качестве талисманов (сабаб) часто выступают отдельные суры и аяты Корана.

## Магия и буддизм
В буддизме на четвёртой стадии дхьяны считается, что практикующему медитацию буддисту становятся доступны следующие сверхспособности (абхиньянья):196—197:
- Божественный слух (способность слышать звуки любых миров[25]:90);
- Божественное зрение (способность видеть любые явления, включая неземные[25]:90);
- Способность вспоминать прошлые жизни (как свои, так и других людей);
- Способность читать чужие мысли (телепатия);
- Способности творить чудеса (сиддхи):
  - левитация,
  - изменение размера тела в сторону уменьшения или увеличения,
  - изменение пространства и времени[24]:196,
  - хождение по воде[25]:91,
  - телепортация,
  - прохождение через объекты,
  - невидимость,
  - ясновидение,
  - возможность «прикасаться к луне и солнцу»,
  - другие сиддхи[26]:17.

Данные сверхспособности, согласно учению, могут получить практикующие йогины и некоторые маги. Но ещё одна сверхспособность может быть доступна только тем, кто смог достичь нирваны и прекратить страдания. Данная шестая сверхспособность включает в себя «знание, прекращающее влияния чувственных желаний, ложных взглядов и тьмы невежества». Согласно буддийским текстам, легендарной фигуре Гаутамы Будды приписывается обладание такими способностями:90—91.
Тем не менее, первые пять сверхспособностей не дают буддисту познания высшей истины. Кроме того, существует большая опасность того, что адепт получит привязанность к магическим способностям и тем самым к миру. По этой причине стремление к сверхспособностям не допускается в буддийском учении. Магические силы, полученные побочно, разрешается применять только для уничтожения омрачений ума (асов), что культивирует упеккху или высшее бесстрастие:197.
Магию, согласно «Сутре о плодах подвижничества», не допускается использовать для зарабатывания денег:128. Ещё одним ограничением в применении магии для буддистов также является следующее указание Будды, который, согласно легенде, услышав, что один из его последователей левитировал перед другими людьми, заявил, что «монах, демонстрирующий сверхъестественные способности перед мирянами, похож на женщину, показывающую на публике свои гениталии» и наложил запрет на использование сверхспособностей таким способом:130. Сам Будда, согласно упоминанию в Типитаке, совершил 3500 чудес. Одним из примеров таких чудес является мгновенное перемещение Будды с учениками с одного берега разлившегося Ганга на другой:244.
Особым магическим направлением в буддизме является тантризм. Тантризм утверждает, что любые мысли и действия человека имеют прямую связь с высшими силами, которые таким образом проявляют себя в мире:225. С помощью дхарани (заклинаний) и мантр (магических слогов:230) тантрист добивается результатов, аналогичных результатам других буддистов при практике медитации и соблюдения моральных норм:226. Также данное направление применяет магические обряды для «высвобождения естественной энергии человека»:232. В ряде тантрических текстов описываются также ритуальные способы применения вредоносной магии уничтожения и подчинения, но там же и отмечается, что такая магия может применяться только «ради блага живых существ (например, для истребления врага, способного уничтожить в данной стране буддизм или монашескую общину)»:41.
Японские буддийские школы хоссо, тэндай и сингон также характеризовались магическим мировоззрением:149.